# نيك كرو
نيك كرو (بالإنجليزية: Nick Crowe)‏ هو متسابق دراجات نارية بريطاني، ولد في 1971 في جزيرة مان في المملكة المتحدة.